# عمارة بورتووندو
عمارة بورتووندو (بالإسبانية: Omara Portuondo )‏ (و. 1930  م) هي مغنية من كوبا، ولدت في هافانا.

## وصلات خارجية
- عمارة بورتووندو على موقع IMDb (الإنجليزية)
- عمارة بورتووندو على موقع ألو سيني (الفرنسية)
- عمارة بورتووندو على موقع ميوزك برينز (الإنجليزية)
- عمارة بورتووندو على موقع أول موفي (الإنجليزية)
- عمارة بورتووندو على موقع قاعدة بيانات الأفلام السويدية (السويدية)
- عمارة بورتووندو على موقع أول ميوزيك (الإنجليزية)
- عمارة بورتووندو على موقع ديسكوغز (الإنجليزية)
- عمارة بورتووندو على موقع قاعدة بيانات الفيلم (الإنجليزية)
- عمارة بورتووندو على موقع كينوبويسك (الروسية)